# Bernhard Marx
Bernhard Marx (1949) is een Duits organist

## Levensloop
Marx studeerde orgel bij Ludwig Doerr (Saarbrücken en Freiburg im Breisgau) en vervolgens bij Marie-Claire Alain en Gaston Litaize (Parijs). Hij studeerde muziekwetenschappen aan de universiteiten van Saarbrücken, Freiburg im Breisgau en Parijs (Sorbonne).
Hij volgde ook meesterklassen bij Anton Heiller in Wenen en Luigi Ferdinando Tagliavini in Bologna. 
Vanaf 1972 was hij titularis van het orgel in de Johanneskirche in Freiburg in Breisgau.
In 1973 behaalde hij de Derde Prijs in het internationaal orgelconcours gehouden in het kader van het Festival Musica Antiqua in Brugge, ex aequo met Martin Lücker en Bram Beekman.
In 1976 voleindigde hij zijn studies met een Prix d’excellence in de klas van professor Doerr. 
In 1979 behaalde hij de Tweede Prijs in het internationaal orgelconcours van Saarbrücken.
In 1979/1980 werd hij docent orgel aan de Hogeschool voor Kerkmuziek van Rottenburg am Neckar
Sinds 1987 is hij orgeldeskundige voor het aartsbisdom Freiburg in Breisgau. Hij is tevens muziekdirecteur in de oude abdij St. Blasien, waar hij het internationaal orgelconcours St. Blasien heeft gesticht.
Marx wordt regelmatig gevraagd als jurylid voor internationale orgelwedstrijden. Hij toert ook extensief rond, vooral in Europa, voor het geven van concerten. De kritiek heeft zijn virtuositeit opgemerkt evenals zijn expressieve registraties, die veel te danken hebben aan zijn musicologische opzoekingen.